# 夏藤さんちは今日もお天気
『夏藤さんちは今日もお天気』（なつふじさんちはきょうもおてんき）は、わかつきめぐみによる日本の漫画作品。レディースコミック誌『Me』（講談社、1994年休刊）で1993年12月から1994年10月まで連載。講談社からKCデラックス（全1巻）、白泉社から白泉社文庫（全1巻）が刊行された。

## 概要
『LaLa』（白泉社）本誌での連載「ご近所の博物誌」（1992-93年）を終えた作者が、初めて白泉社以外の雑誌に発表した連載作品。妻に先立たれ3人の子どもを育ててきた植物学者の元に24歳で嫁いだ「新しい母親」と、子どもたちとの血縁を越えた新しい家族関係の構築の様子をコミカルに描いた。
1995年には、本作に登場する野良猫「ヨツジロ」を主人公にしたスピンオフ作品「ヨツジロさん」を『月刊フレンド』（講談社）に発表した。

## あらすじ
小学4年生の水琴の父親で植物学者の夏藤司の再婚相手は、16歳年下の花穂だった。生まれてまもなく母親を亡くした水琴は若くて優しい花穂を歓迎し、20歳の長女うてなも冷静に迎えるが、多感な高校生の二女のばらだけは猛反発する。入籍した花穂が夏藤家に来てまもなく、司は研究採集であわただしく家を空けてしまい、一家をまかされた花穂の悪戦苦闘が始まった。

## 主な登場人物
夏藤 水琴（なつふじ みこと）
主人公。夏藤家の長男で小学4年生。実の母親の小夜（さよ）は水琴が生まれてまもなく交通事故で他界したため覚えていない。花穂を「若くて優しくて自慢できる母親」として歓迎し、反発する姉ののばらに対して「感情を理性で制するのがオトナ」と言うなど冷静で大人びた一面を持つ。真垣に吹き込まれた「女はだんだん強くなるもんだ」という言葉をたびたび口にする。
夏藤 花穂（なつふじ かほ）
夏藤家の新しい母親で24歳。明るくやや間が抜けており、のばらの反発ぶりにも動じない。母子家庭で育ち、19歳の時に母親を亡くしたことから、新しい家族ができたことを喜ぶ。料理の腕は今ひとつ。司の恩師で、夏藤家の子どもたちの祖父がわりともなっている真垣の教え子。水琴からは「かーちゃん」、それ以外の人からは「花穂ちゃん」と呼ばれる。
夏藤 司（なつふじ つかさ）
水琴、のばら、つかさの父親で40歳。植物学者で採集旅行のため年中国内外を飛び回っている。一応常識人だが、外国から帰宅した時に必ず突拍子もないかけ声をかける癖がある。真垣がもっとも目をかけた教え子で、家族ぐるみのつきあいを続けている。
夏藤 のばら（なつふじ のばら）
夏藤家の二女で高校1年生。素直さを表に出せない性格で、しょっちゅう姉や弟と口げんかをしている。新しい母親となった花穂にも反発し続けるが、やや間の抜けた花穂の前ではいつも空回りしている。時折学校をエスケープすることがある。
夏藤 うてな（なつふじ うてな）
夏藤家の長女で会社員の20歳。花穂とは4歳しか違わないが、「自分たちはいずれ夏藤家を出る身」として父親の再婚に賛成した。しっかり者で妹ののばらだけでなく、大人たちを一喝することもある。
真垣（まがき）
司と花穂の恩師。司とは昔から親代わりを務め、夏藤家の子どもたちからは「真垣のじいちゃん」「真垣のじじい」などと呼ばれている。お調子者の性格で、昔から妻の末子（すえこ）の尻に敷かれている。第5話では2人の学生時代の出会いを描いた。

## 各話一覧
（かっこ内はMe掲載号、副題はなし）
- 第1話 （1993年12月号）
- 第2話 （1994年2月号）
- 第3話 （1994年3月号）
- 第4話 （1994年4月号）
- 第5話 （1994年5月号）
- 第6話 （1994年6月号）
- 第7話 （1994年7月号）
- 第8話 （1994年8月号）
- 第9話 （1994年9月号）
- 第10話 （1994年10月号）